# Snídaně u Tiffanyho (film)
Snídaně u Tiffanyho (v anglickém originále Breakfast at Tiffany's) je americký psychologicko-romantický komediální film z roku 1961 režiséra Blake Edwardse s Audrey Hepburnovou a Georgem Peppardem v hlavní roli. Film byl natočen podle stejnojmenné novely Trumana Capoteho.
Pro českého diváka je film zajímavý také tím, že jeho hlavním kameramanem byl Američan českého původu Franz Planer. Snímek byl nominován na 7 Oscarů, proslul také díky své světoznámé hudbě, za kterou získal dva Oscary (nejlepší filmová píseň: Moon River; nejlepší hudba: Henry Mancini). Hlavní píseň je i ústředním hudebním motivem celého snímku, Moon River, Audrey Hepburnová ji zde sama osobně zpívá pouze za doprovodu kytary (přibližně v první třetině filmu).
Někteří, jako český režisér Petr Soukup, tvrdí,[zdroj⁠?!] že Blake Edwards zbortil křehký portrét hrdinčiny duše z knižní předlohy, protože žánr posunul k romantické komedii s happy endem. Dále poukazuje na to, že celkový půvab snímku tkví v samotné Audrey, která z nesnesitelné hloupé dívky vytvořila neodolatelnou postavu.

## Děj

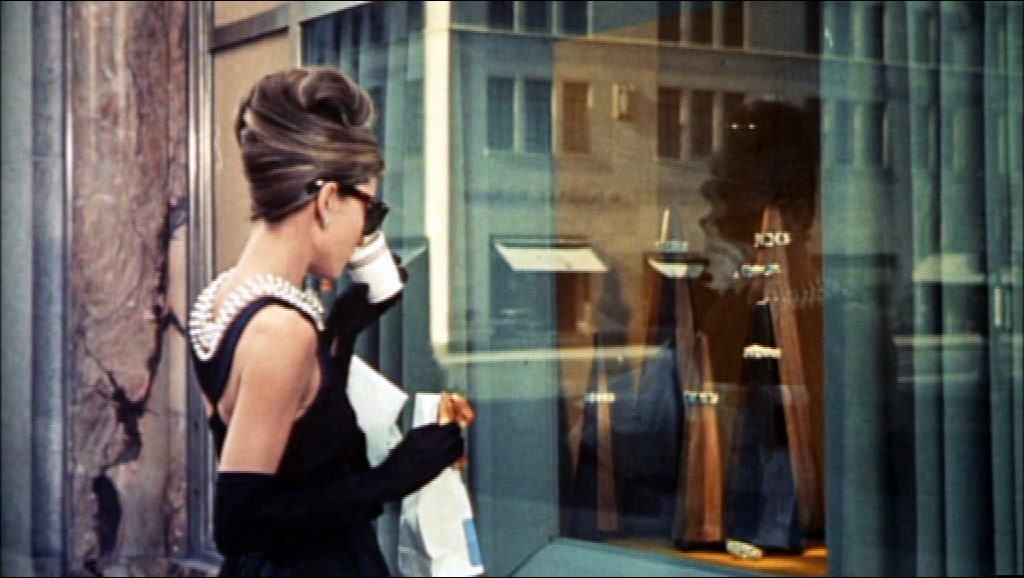
Úvodní scéna filmu: Holly snídá na ulici před klenotnictvím Tiffany

Děj snímku vypráví část životního příběhu nejen prostomyslné, mírně výstřední i lehkomyslné, ale i velmi půvabné dívky Holly Golightlyové (Audrey Hepburnová), která žije v New Yorku a nechává se vydržovat četnými pánskými obdivovateli a čeká na co nejvýhodnější sňatek s bohatým mužem. Má doma velkého rezavého kocoura, kterému nedala žádné jméno a říká mu jen Kocour.

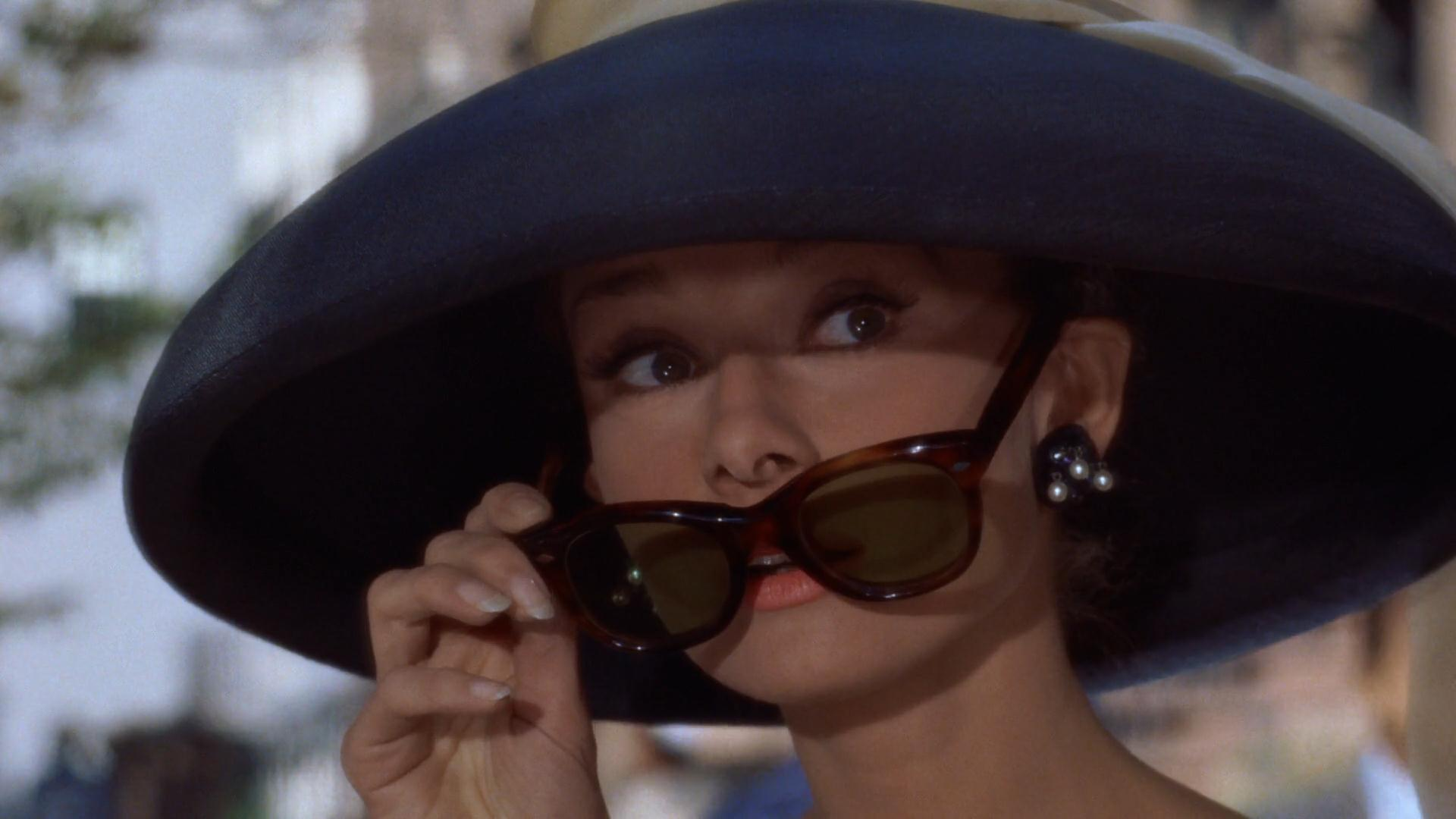
Audrey Hepburnová alias Holly Golightly si před svým domem prohlíží přítelkyni spisovatele Paula Varjaka paní Failensonovou, kterou hrála Patricia Nealová

Její život se změní poté, co se do domu, kde bydlí, o patro výš nastěhuje mladý a pohledný začínající spisovatel Paul Varjak (George Peppard). Paul, kterému Holly říká často „Fred“ (podle svého milovaného bratra, který je momentálně ve vojenské službě), shledává, že Holly každý čtvrtek jezdí pravidelně do newyorské věznice v Sing Singu za známým mafiánem, který si odpykává pětiletý trest. Ten posílá z věznice po Holly šifrované depeše, za což Holly dostává od jeho advokáta zaplaceno. Holly ve svém bytě pořádá bouřlivé večírky se svými známými, přáteli a kamarády. V New Yorku se objeví Hollyin bývalý manžel, zvěrolékař a farmář, doktor Golightly, který si ji chce odvézt zpět na svoji farmu. Holly se postupně s Paulem sbližuje, společně podnikají různé výlety po New Yorku, jeden z nich vede i k světoznámému klenotnictví firmy Tiffany & Co., jiný do hlavní městské knihovny, třetí do prodejny s dětskými hračkami. Paul o Holly píše knihu a miluje ji, ona však stále sní o svém bohatém ženichovi. Na večírku se seznámila s velmi bohatým a vlivným Brazilcem jménem José Ybarra-Jaegare, se kterým se zasnoubí, přestože dostane oznámení, že její bratr Fred zemřel při nehodě džípu. Těsně před odjezdem do Brazílie ji však zatkne policie a začne ji vyšetřovat kvůli styku s mafiány. Je propuštěna na kauci, kterou za ni složí jeden z jejích bohatých ctitelů od filmu, a nadále chce odjet do Brazílie. V závěrečné scéně filmu jí v jednom z newyorských taxíků Paul říká, že ji miluje a že od něho nemůže utéct, snaží se jí to rozmluvit. Holly si dá říci a zůstane s ním i s kocourem. Film končí polibkem hlavních postav v dešti na newyorské ulici s rezavým kocourem v náručí za plného zvuku celého filmového orchestru, který hraje ústřední píseň Moon River.

## Obsazení

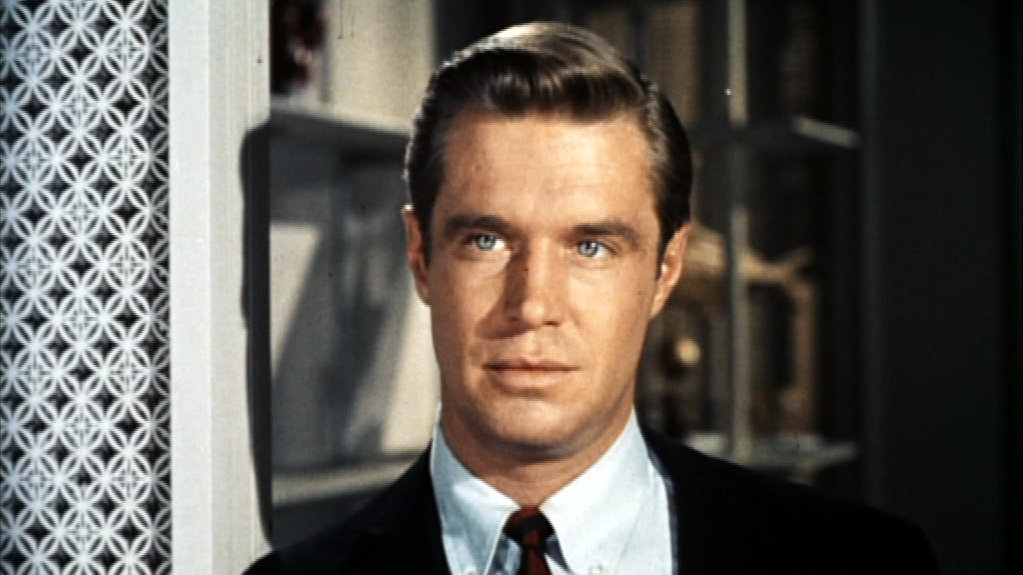
George Peppard jako Paul Varjak

- Audrey Hepburnová (Holly Golightly – původním jménem Lulamae)
- George Peppard (Paul Varjak alias Fred)
- Patricia Nealová (Mrs. Failenson/Emily Eustace)
- Buddy Ebsen (Doc)
- Martin Balsam (O. J. Berman)
- Mickey Rooney (Mr. Yunioshi, fotograf a nerudný soused z nejvyššího patra)
- Alan Reed (Sally Tomato)
- Orangey (kocour)